# Anieli
Anieli – polski synth popowy zespół muzyczny, działający od 2020 roku. Tworzą go wokalistka Joanna Prykowska i multiinstrumentalista Paweł Krawczyk. W 2022 duet wydał swój debiutancki album studyjny, Blask.

## Historia
W 2020 Katarzyna Nosowska zainicjowała stworzenie muzycznego trio ze swoją przyjaciółką Joannę Prykowską i mężem Pawłem Krawczykiem. Zainspirowało ją do tego poczucie, że po rozpadzie zespołu Firebirds w 2000 Prykowska nie mogła odnaleźć właściwych współpracowników do kontynuowania kariery muzycznej, a także przerwa Krawczyka od grania, trwająca po zawieszeniu działalności przez Hey w 2017. Wszystkie piosenki zostały napisane przez tydzień w domu Nosowskiej i Krawczyka w Warszawie. Wówczas Nosowska uznała, że Prykowska i Krawczyk brzmią dobrze jako duet i zrezygnowała z członkostwa w zespole. Krawczyk wymyślił nazwę grupy: The Angels, która następnie ewoluowała w Aniołowie i w końcu w Anieli.
Debiutancki album zespołu, Blask, powstawał w latach 2020–2021. Początkowo, ze względu na pandemię COVID-19, członkowie nagrywali odrębnie w swoich domach: Krawczyk w Warszawie, a Prykowska w Szczecinie. Od kwietnia 2021 prace nad albumem były kontynuowane weekendami w studio nagraniowym w piwnicy domu Krawczyka. Duet podpisał kontrakt fonograficzny z wydawnictwem Kayax, a ich menedżerem został Michał Wiraszko. Pierwszy singel grupy, nagrany z gościnnym udziałem Nosowskiej „Jaśniejąca”, ukazał się 21 stycznia 2022. 22 kwietnia 2022 Anieli i Nosowska wykonali go wspólnie podczas gali Fryderyki 2022. Pierwszy koncert duetu odbył się 10 maja 2022 w Filharmonii Szczecińskiej podczas gali wręczenia Nagród Artystycznych Miasta Szczecin. Blask został wydany 9 września 2022 i zadebiutował na 11. ogólnopolskiej miejscu listy sprzedaży OLiS. 21 grudnia 2022 ukazał się premierowy singel duetu spoza albumu, „Spotkajmy się (Ban na sam na sam)”.

## Dyskografia

### Albumy studyjne
| Rok  | Tytuł | Informacje wydawnicze                                                                            | Najwyższe pozycje na listach sprzedaży |
| Rok  | Tytuł | Informacje wydawnicze                                                                            | OLiS                                   |
| ---- | ----- | ------------------------------------------------------------------------------------------------ | -------------------------------------- |
| 2022 | Blask | - Data premiery: 9 września 2022 - Wytwórnia: Kayax - Nośniki: CD · digital download · streaming | 11                                     |

### Single
| Rok  | Tytuł                               | Najwyższe pozycje na listach przebojów | Najwyższe pozycje na listach przebojów | Album |        |
| Rok  | Tytuł                               | 357                                    | SLiP                                   | Album |        |
| ---- | ----------------------------------- | -------------------------------------- | -------------------------------------- | ----- | ------ |
| 2022 | „Jaśniejąca” (gościnnie: Nosowska)  | 2                                      | 9                                      | Blask | [ 15 ] |
| 2022 | „Niemiłość”                         | 28                                     | —                                      | Blask | [ 16 ] |
| 2022 | „Przesilenie”                       | —                                      | —                                      | Blask | [ 17 ] |
| 2022 | „Nie ruszaj się”                    | —                                      | —                                      | Blask | [ 18 ] |
| 2022 | „Spotkajmy się (Ban na sam na sam)” | 12                                     | —                                      | —     | [ 19 ] |

### Teledyski
| Rok  | Tytuł                               | Reżyseria                 |        |
| ---- | ----------------------------------- | ------------------------- | ------ |
| 2022 | „Jaśniejąca” (gościnnie: Nosowska)  | Anita Trzyna, Kuba Lorenc | [ 20 ] |
| 2022 | „Niemiłość”                         | Anita Trzyna, Kuba Lorenc | [ 21 ] |
| 2022 | „Przesilenie”                       | Anita Trzyna, Kuba Lorenc | [ 22 ] |
| 2022 | „Nie ruszaj się”                    | Bartosz Mieloch           | [ 23 ] |
| 2022 | „Spotkajmy się (Ban na sam na sam)” | Maciej Fabisiak           | [ 24 ] |

## Skład
- Joanna Prykowska – śpiew[2]
- Paweł Krawczyk – gitara, gitara basowa, syntezatory[2]